# Draconarius schwendingeri
Draconarius schwendingeri är en spindelart som beskrevs av Dankittipakul, Sonthichai och Wang 2006. Draconarius schwendingeri ingår i släktet Draconarius och familjen mörkerspindlar.
Artens utbredningsområde är Thailand. Inga underarter finns listade i Catalogue of Life.